# Biserica de lemn „Sfântul Arhanghel Mihail” din Bălcăuți
Biserica de lemn „Sf. Arhanghel Mihail” este o biserică amplasată în Bălcăuți, raionul Briceni, Republica Moldova. Este un monument arhitectural de importanță națională inclus în Registrul monumentelor Republicii Moldova ocrotite de stat cu nr. 31 (raionul Briceni). Datează din 1869.